# 巴爾莫勒爾酒店
巴爾莫勒爾酒店（英語：The Balmoral Hotel），最初名為北英（車站）酒店（North British (Railway Station) Hotel），是蘇格蘭愛丁堡的一座高檔酒店，也是愛丁堡的地標之一。這座酒店位於愛丁堡市中心，地處愛丁堡主要商業街王子街東端，以及愛丁堡新城的南沿。
巴爾莫勒爾酒店的北側入口在王子街上，兩側是北橋和威瓦利階梯。後者也是自酒店前往愛丁堡威瓦利站的南側步行通道。

## 歷史

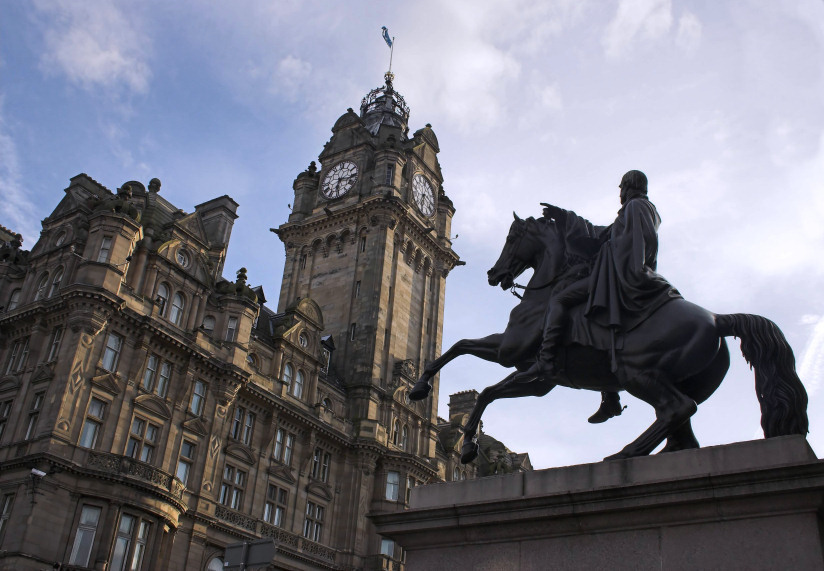
巴爾莫勒爾酒店北立面

1895年威廉·漢密爾頓·貝堤（William Hamilton Beattie）與安德魯·羅伯·史考特（Andrew Robb Scott）兩人在酒店建築設計競賽中勝出，之後這家酒店在1902年10月15日以北英車站酒店（North British Station Hotel）的名稱開業。酒店所在地北橋52號曾是藥劑師鄧肯、弗洛特哈特公司的所在地。威廉·弗洛特哈特為外科醫生詹姆斯·楊·辛普森提供了第一種氯仿麻醉劑。一家地方報紙報道稱國際疼痛學會於1981年在這裡設立一塊紀念牌。
酒店的建築風格屬於維多利亞式，並受到傳統蘇格蘭貴族建築的影響。設計者是建築家威廉·漢密爾頓·比蒂。在20世紀的大部分時間，這座酒店都名為北英酒店（North British Hotel），或簡稱為the N.B.。酒店在開業時是為北英鐵路公司興建的鐵路酒店，毗鄰它們新建的愛丁堡威瓦利站。在該酒店由鐵路所有時，酒店有身穿紅夾克的搬運工將乘客和他們的行李通過電梯直接帶入酒店。1923年，酒店所有權移交給倫敦及東北鐵路（LNER）。
在經過1948年的鐵路國有化之後，酒店成為英國交通酒店的一部分。1983年，這座酒店被私有化，由格倫伊格爾斯酒店公司收購。
1988年，酒店暫時關閉，以進行大規模翻新。1990年，巴爾莫勒爾國際酒店收購了酒店建築。在經過耗資達2,300萬英鎊的翻新之後，1991年6月12日，愛丁堡出生的演員肖恩·康纳利正式為酒店剪彩重新開業。新的酒店更名為巴爾莫勒爾酒店（The Balmoral），在蓋爾語中意為「雄偉的住宅」。酒店大堂的電梯旁設有紀念重新開業的紀念牌。1996年，在經過格拉納達股份對福泰集團的敵對併購之後，巴爾莫勒爾酒店被其新所有者出售。諷刺的是，巴爾莫勒爾酒店是羅科·福泰爵士在1997年設立的羅科福泰酒店併購的第一家酒店。因此福泰集團事實上回購了這家酒店。

## 巴爾莫勒爾大鐘

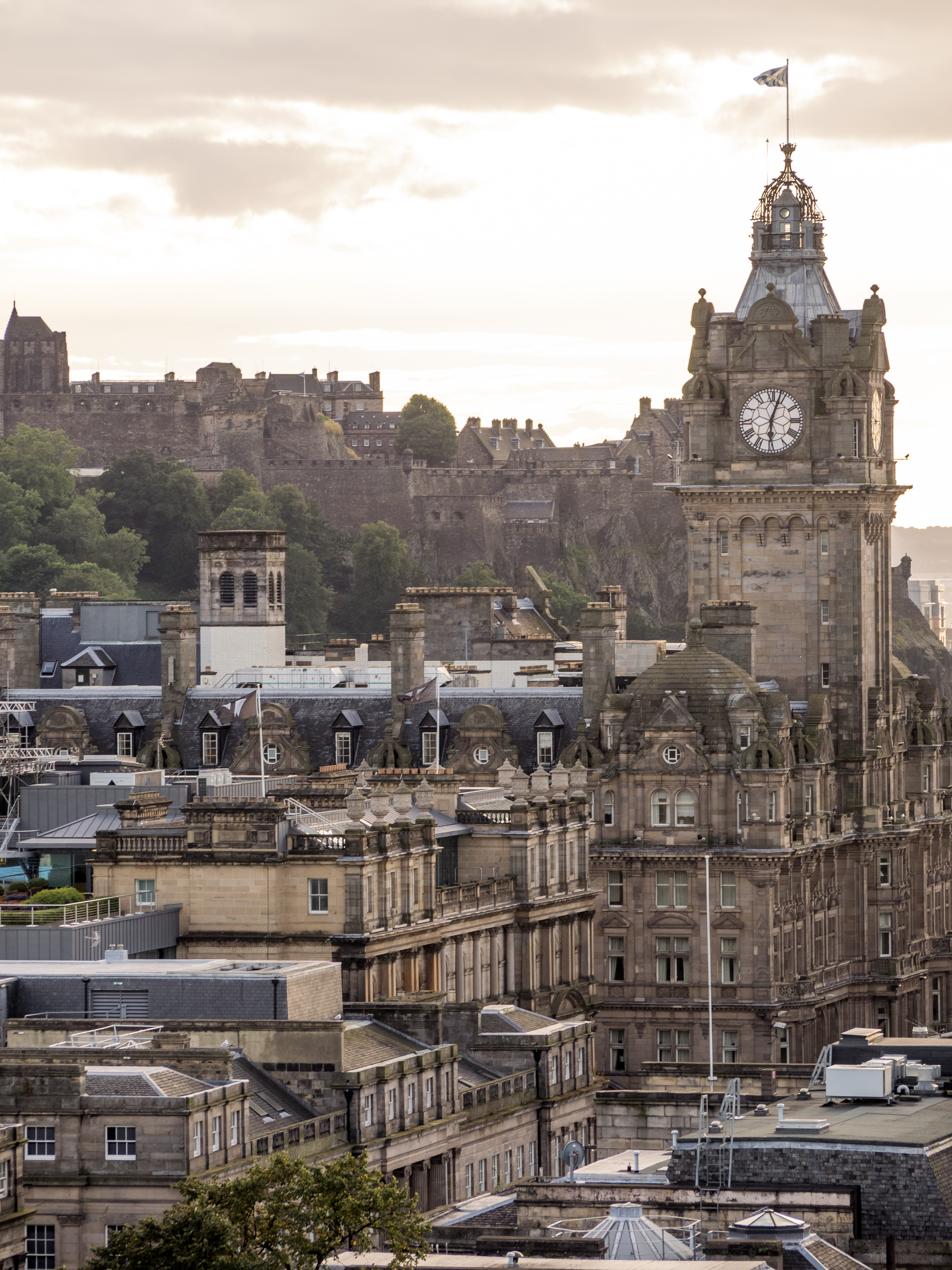
鐘塔

巴爾莫勒爾酒店的大鐘由蘇格蘭中標製造商James Ritchie & Son維護。自1902年開始，酒店的大鐘就比真正的時間要早三分鐘，以提醒愛丁堡市民避免耽誤列車。這一傳統現在仍然維持。大鐘唯一準時的時候是在12月31日（霍格莫內），以慶祝愛丁堡的新年。鐘塔高190英尺（58），是愛丁堡市中心的地標。2020年12月31日，酒店決定將大鐘維持比真正時間快三分鐘的狀態，理由是希望這一年可以少三分鐘。

## 名人

### 勞萊與哈台（1932年）
1932年7月，作為其遊覽愛丁堡行程的一部分，美國喜劇二人組勞萊與哈台參觀了北英車站酒店。群眾聚集在酒店外，試圖親眼目睹這對名人。他們參觀酒店的影像是最早的記錄酒店的影像之一。

### J·K·羅琳和哈利波特（2007年）
2007年2月，作家J·K·羅琳在這家酒店完成了《哈利波特》的大結局《哈利·波特与死亡圣器》。羅琳在她房間內的一個大理石赫耳墨斯半身像簽名寫道「J·K·羅琳於2007年1月11日在這個房間（552號）完成《哈利·波特与死亡圣器》」。這個房間後更名為「J·K·羅琳套房」。大理石半身像被放在一個玻璃展示櫃內，以得到保護。套房每晚房價近1,000英鎊，是哈利波特迷的朝聖地。

#### 奧普拉（2010年）
2010年10月，美國電視脫口秀主持人奥普拉·温弗里在巴爾莫勒爾酒店錄製了一小時的《奥普拉·温弗里秀》。她在230號房間訪問了J·K·羅琳。奥普拉問羅琳：「我們所在的這家酒店有沒有什麼特別的東西令你認為會賜予你創作靈感？」。羅琳回答：
結果很刺激。當我快要寫完《死亡圣器》 時，有一天窗戶清潔工來了，孩子們在家，狗在狂吠，我無法工作。這時我想到我可以通過花錢解決這個問題。長期以來我喜歡去咖啡館，坐在一個不同的噪音環境內並工作。我想我可以去一個安靜的地方。所以我來到這家酒店，因為它很漂亮，但我無意在這裡住宿，但這裡的人對我很好。我覺得作家可能有些迷信，我在這裡第一天的寫作很順利，所以我持續來訪這裡，並且在這家酒店完成了哈利波特系列的大結局。

## 外部連結
- The Balmoral Hotel's Official Website （页面存档备份，存于）